# ロナルド・ルセナ
ロナルド・ビダル・ルセナ・トレアルバ (Ronaldo Vidal Lucena Torrealba  ,  1997年2月27日 - )は、ベネズエラ・バリナス州アカリグア出身のプロサッカー選手。コロンビア・カテゴリア・プリメーラAのアトレティコ・ナシオナルに所属している。ポジションはMF。

## 来歴
2015年にサモラFCのトップチームに昇格し、プリメーラ・ディビシオン優勝を経験。翌2016年シーズンは20試合に出場しプロ初ゴールを決めるなど主力として活躍し、リーグ連覇に貢献した。

## ベネズエラ代表
2017年に2017 FIFA U-20ワールドカップ出場権を賭けた南米ユース選手権のU-20ベネズエラ代表のメンバーに招集され、本大会出場に貢献。本大会ではFIFA主催の全てのカテゴリーにおける国際大会でのベネズエラ代表として初の決勝戦進出に貢献した。更に10月6日の2018 FIFAワールドカップ・南米予選のウルグアイ戦でフル代表デビューを果たした。